# 滋賀県立国際情報高等学校
滋賀県立国際情報高等学校（しがけんりつ こくさいじょうほうこうとうがっこう）は、滋賀県栗東市小野に所在する公立の高等学校。

## 概要
- 1987年4月に設立された。
- 総合学科であり、5つの系列から個人の能力、興味、適性に応じて自由に科目を選択することができる。
- 米国ミシガン州ユーティカ公立学区ヘンリー・フォードII世高校と、韓国文一（ムニル）高校と姉妹校協定調印を結んでいる。
- 文部科学省より2003年度から3年間、Super English Language High School（セルハイ）に認定されていた。
- 毎年、２年生の生徒１０名ほどがカナダへ２週間の短期語学留学をしている。

### 系列
メカトロニクス系列(メカ)
産業用ロボットや制御用機器を活用した生産過程や、コンピュータと機械技術が一体化した先端技術について学び、興味・関心に応じて電気または機械分野のより専門的な知識や技術を習得する。
情報テクノロジー系列(情テク)
コンピュータなど新しい情報メディアシステムを扱うために必要なプログラミングや、ソフトウェアおよびハードウェアの技術について学習し、情報処理技術者として必要な知識や技術を習得する。
国際ビジネス系列(国ビ)
経済の国際化・情報化・サービス化等の進展に伴い大きく変化するビジネスに対応するため、簿記・会計を中心とした商業の専門科目と語学を幅広く学習するとともに、専門分野に関する資格を取得して、将来、ビジネス社会で主体的、合理的に活動できる力を養う。
グローバル・スタディ系列(グロ)
アメリカ合衆国を中心とした英語圏や中国・韓国等のアジア諸国について、社会や文化の学習をする。また、外国語によるコミュニケーション能力を高めるとともに、異文化との共生をはかる積極的な態度を養う。
ヒューマン・カルチャー系列(ヒューマン)
文科系の科目を中心に幅広く学習し、自己を発展させていく基盤となる教養をしっかり身につけ、暮らしよい人間社会の創造に貢献し、地域や職場で良きリーダーとして期待されるにふさわしい資質を養う。

### 行事
行事の時期については例年に基づくもので、年度によって開催時期が前後したり、開催されないことがある。
平成元年度から韓国へ修学旅行を実施しているが、2013年、一部の保護者から反日感情が高まっていることから、翌月に実施予定の修学旅行の計画変更を迫る反対の声があがった。2014年からは、旅行先をマレーシアに変更している。2017年は、香港とマカオとしている。
前期
- 4月
  - 始業式
  - 入学式
  - オリエンテーション
  - 校外学習（2年・3年)
  - 新体力テスト

- 5月
  - PTA総会
  - 進路説明会
  - 生徒総会
  - 美化ボランティア
  - 五月考査
- 6月
  - 春季高校総体
  - 六月考査
- 7月
  - 求人票受理開始
  - 進路説明会
  - 卒業生との懇談会
  - 防災訓練
  - 学園祭
  - 保護者会
  - 姉妹校夏期海外研修生受入
  - カナダ語学留学(希望者)
- 8月
  - 県民体育大会
  - 中学生一日体験入学
- 9月
  - 姉妹校との中期交換留学
  - 就職試験開始
  - 中学生向け学校説明会

後期（中旬〜）
- 10月
  - 十月考査
  - 芸術鑑賞・終業式
  - 中学生向け学校説明会
  - 後期始業式
  - 秋季高校総体・県高校文化祭
- 11月
  - 校外学習一年
  - 修学旅行(2年)・姉妹校との交流
  - 保護者向け学校説明会
  - PTA会員研修旅行
- 12月
  - 十二月考査（1・2年）
- 1月
  - 課題研究発表会
- 2月
  - 高校推薦入試
- 3月
  - 卒業式
  - 三月考査(学年末考査)
  - 高校一般入試
  - 保護者会
  - 終業式
  - 球技大会（1、2年）2006年度より実施

### 海外姉妹校・協力校
- 米国
  - ヘンリー・フォードII世高校
- 韓国
  - 文一（ムニル）高校

### 部活動
体育系
- 陸上競技部
- 硬式野球部
- 女子ソフトボール部
- 弓道部
- サッカー部
- テニス部
- ソフトテニス部
- バレーボール部
- バスケットボール部
- 水泳部
- 卓球部

文化系
- 吹奏楽部
- 英会話部
- 放送部
- コンピュータ部
- 簿記部
- 美術部
- 茶華道部

## 沿革

### 年表
- 1985年2月1日 - 昭和62年度新設高等学校準備対策班を県教育委員会事務局内に設置。
- 1985年8月7日 - 定例教育委員会において栗太郡栗東町小野に昭和62年4月新設高等学校開校を決定。
- 1986年2月14日 - 敷地造成工事着工。
- 1986年4月1日 - 新設高等学校開校準備室を県教育委員会事務局内に設置。
- 1986年7月12日 - 第1期建築工事着工。
- 1986年10月9日 - 定例県議会において「滋賀県立学校の設置および管理に関する条例」改正、新設高等学校の設置ならびに校名正式決定。
- 1986年11月12日 - 生徒募集定員340名（各学科2学級）に決定。
- 1987年3月23日 - 第1期建築工事完成。
- 1987年4月1日 - 開校。
- 1987年7月15日 - 開校式挙行。
- 1989年5月1日 - アメリカ合衆国ミシガン州ヘンリーフォードII世高等学校との姉妹校提携調印。
- 1992年5月25日 - 大韓民国ソウル特別市文一高等学校との姉妹校提携調印。
- 1997年4月1日 - 工業学科（電子機械科・情報技術科）、商業学科（国際教養科・サービス経営科）の生徒募集停止、総合学科を設置。
- 1997年10月18日 - 創立10周年記念式典。
- 2003年4月1日 - 文部科学省平成15年度スーパー・イングリッシュ・ランゲージ・ハイスクール（SELHi）指定校となる（2003年度から2005年度まで）。

## 通学

### バス
- JR琵琶湖線（東海道本線）・JR草津線草津駅より帝産湖南交通で東宝ランド停留所下車。
- JR琵琶湖線（東海道本線）栗東駅またはJR草津線手原駅より帝産湖南交通で東宝ランド停留所下車。

### 電車
- JR草津線手原駅より徒歩約20分、自転車約15分。

## 周辺案内
- 栗東トレーニングセンター
- 栗東市立栗東図書館
- 栗東市役所
- 滋賀県立栗東高等学校

## 著名な卒業生
- 松木賢三 - 俳優
- 西村雄介 - タレント、モデル